# Uzem
Uzem (maced. Узем) – wieś w północno-wschodniej Macedonii Północnej, w gminie Kriwa Pałanka.